# Lažánky, Brno-venkov
Lažánky là một làng thuộc huyện Brno-venkov, vùng Jihomoravský, Cộng hòa Séc.